# Cryptocephalus pseudolusitanicus
Cryptocephalus pseudolusitanicus là một loài bọ cánh cứng trong họ Chrysomelidae. Loài này được Arnold miêu tả khoa học năm 1938.